# May (Oklahoma)
May è un comune degli Stati Uniti d'America, situato nello Stato dell'Oklahoma, nella contea di Harper.